# Duane Jones

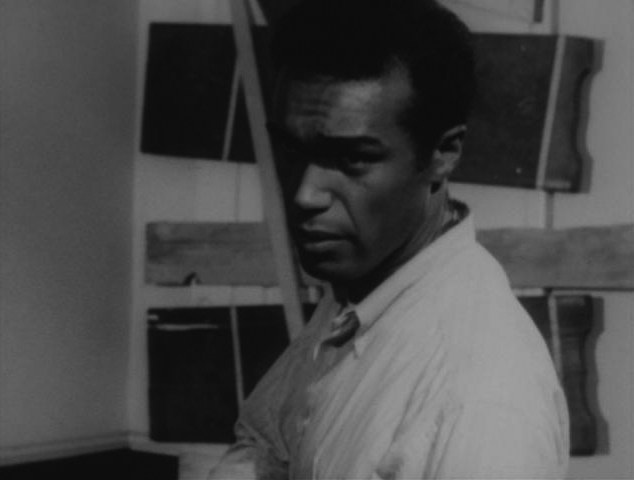
Duane Jones interpreta Ben nel film La notte dei morti viventi (1968)

Duane L. Jones (New York, 2 febbraio 1937 – Mineola, 22 luglio 1988) è stato un attore statunitense.

## Biografia
Studiò recitazione a New York dove divenne prima insegnante e poi direttore del dipartimento di teatro della Old Westbury State University di Long Island.
Deve la sua fama soprattutto all'interpretazione del personaggio di Ben nel film di George Romero La notte dei morti viventi (1968).
La sua parte nel film di Romero fu estremamente importante, non solo per il valore della pellicola in sé, ma anche perché, il suo, fu il primo ruolo da protagonista assegnato ad un afroamericano che non fosse motivato da questioni puramente etniche (in parole povere, Jones non aveva il ruolo di Ben perché quest'ultimo doveva essere un uomo di colore, ma solo per merito delle sue qualità di attore).
Impegnato in altre pellicole horror di poco conto, Duane Jones morì il 22 luglio del 1988 a causa di un attacco cardiopolmonare.

## Filmografia

### Attore
- La notte dei morti viventi (Night of the Living Dead), regia di George A. Romero (1968)
- Ganja & Hess, regia di Bill Gunn (1973)
- Losing Ground, regia di Kathleen Collins (1982)
- Beat Street, regia di Stan Lathan (1984)
- Vampires, regia di Len Anthony (1986)
- Vampiri (To Die For), regia di Deran Sarafian (1988)
- Negatives, regia di Tony Smith (1988)
- Abadon, episodio di Fright House, regia di Len Anthony (1989)

## Doppiatori italiani
- Giancarlo Maestri in La notte dei morti viventi